# Гриф (рід птахів)
Гриф (Aegypius) — рід яструбоподібних птахів родини яструбових (Accipitridae). Чорний гриф (Aegypius monachus), що мешкає в Євразії, є єдиним живим представником цього роду. Відомо також кілька викопних представників цього роду.